# Carica nucleare efficace
La carica nucleare efficace o semplicemente carica efficace (o carica nucleare effettiva, in simboli {\displaystyle Z_{\mathrm {eff} }} o Z*) è la carica di cui realmente risente un elettrone in un atomo polielettronico. Si dice "efficace" perché, a causa dell'effetto di schermo degli altri elettroni degli strati più interni (in inglese core), l'elettrone all'ultimo strato non risente totalmente della carica nucleare.
Solo nell'atomo di idrogeno e nell'atomo di elio, gli elettroni (rispettivamente uno per l'idrogeno e due per l'elio), non essendo schermati da elettroni più interni, risentono di una carica efficace equivalente alla carica nucleare. In tutti gli altri atomi, gli elettroni all'ultimo strato risentono invece di una carica efficace calcolabile mediante l'equazione:
{\displaystyle Z^{*}=Z-\ S}
dove Z* è la notazione usualmente adottata per indicare la carica nucleare efficace, Z è il numero di protoni e S è il numero medio di elettroni (costante di schermo) tra il nucleo e l'elettrone considerato ed è facilmente calcolabile tenendo conto delle regole di Slater.
Una conseguenza della carica effettiva è rappresentata dalla dimensione del raggio atomico, che aumenta al diminuire della Z* poiché gli elettroni più esterni risultano meno attratti dall'interazione coulombiana con il nucleo e possono quindi starne più distanti.

## Andamento nella tavola periodica
La carica nucleare efficace (Z*) è una caratteristica di ogni elemento della tavola periodica degli elementi. Essa aumenta lentamente, lungo un gruppo, dall'alto verso il basso [ Z*(LI)=1,3; Z*(Na)=2,22 ] oppure rimane costante [ Z*(Na)=2,2;  Z*(K)=2,2 ]  e lungo il periodo aumenta da sinistra a destra (effetto di schermo parziale). La differenza tra effetto schermo completo ed effetto schermo parziale si deduce dalle regole di Slater, che affermano che è minore l'effetto schermante prodotto dagli elettroni appartenenti allo stesso guscio dell'elettrone considerato che quelli posti nei gusci inferiori. Questo, infatti, si ripercuote anche sulle dimensioni del raggio atomico: lungo il periodo diminuisce (aumenta la carica efficace a causa della schermatura parziale), mentre il raggio atomico aumenta lungo i gruppi (la carica efficace aumenta lentamente a causa della schermatura completa ma gli orbitali atomici sono più distanti dal nucleo all'aumentare del numero quantico principale). 

## Valori
Valori aggiornati delle costanti di schermo sono stati forniti da Clementi et al.
| 2p | 33.039 | 34.030 | 35.003 | 35.993 | 36.982 | 37.972 | 38.941 | 39.951 | 40.940 | 41.930  | 42.919 | 43.909 | 44.898 | 45.885 | 46.873 | 47.860 | 48.847 | 49.835 |
| 3s | 21.843 | 22.664 | 23.552 | 24.362 | 25.172 | 25.982 | 26.792 | 27.601 | 28.439 | 29.221  | 30.031 | 30.841 | 31.631 | 32.420 | 33.209 | 33.998 | 34.787 | 35.576 |
| 3p | 21.303 | 22.168 | 23.093 | 23.846 | 24.616 | 25.474 | 26.384 | 27.221 | 28.154 | 29.020  | 29.809 | 30.692 | 31.521 | 32.353 | 33.184 | 34.009 | 34.841 | 35.668 |
| 4s | 12.388 | 13.444 | 14.264 | 14.902 | 15.283 | 16.096 | 17.198 | 17.656 | 18.582 | 18.986  | 19.865 | 20.869 | 21.761 | 22.658 | 23.544 | 24.408 | 25.297 | 26.173 |
| 3d | 21.679 | 22.726 | 25.397 | 25.567 | 26.247 | 27.228 | 28.353 | 29.359 | 30.405 | 31.451  | 32.540 | 33.607 | 34.678 | 35.742 | 36.800 | 37.839 | 38.901 | 39.947 |
| 4p | 10.881 | 11.932 | 12.746 | 13.460 | 14.084 | 14.977 | 15.811 | 16.435 | 17.140 | 17.723  | 18.562 | 19.411 | 20.369 | 21.265 | 22.181 | 23.122 | 24.030 | 24.957 |
| 5s | 4.985  | 6.071  | 6.256  | 6.446  | 5.921  | 6.106  | 7.227  | 6.485  | 6.640  | (empty) | 6.756  | 8.192  | 9.512  | 10.629 | 11.617 | 12.538 | 13.404 | 14.218 |
| 4d |        |        | 15.958 | 13.072 | 11.238 | 11.392 | 12.882 | 12.813 | 13.442 | 13.618  | 14.763 | 15.877 | 16.942 | 17.970 | 18.974 | 19.960 | 20.934 | 21.893 |
| 5p |        |        |        |        |        |        |        |        |        |         |        |        | 8.470  | 9.102  | 9.995  | 10.809 | 11.612 | 12.425 |